# ألونسو كاربونيل
ألونسو كاربونيل (الإسبانية Alonso Carbonel) وُلد ألونسو في مدينة البسيط الإسبانية عام 1583 م، وتُوفي في مدريد عام 1660م. اشتُهر بالنّحاتة والتّعشيق، وكان مهندساً معماريّاً، وكان والده نجارا من المدينة نفسها.
ألحقه والده للتدرب لدى المهندس المعماريّ أنتون دي موراليس في ورشة عمل للنحاتين أُقِيمت في مدريد عام 1603م. وقام ألونسو بإنجاز تزيين وزخرفة واجهة المذبح الكبير في كنيسة ماجدالينا دي خيتافي لينتهي منه عام 1618م. واقتصرَ عمله في المذبح على التزيين والنحاتة وليس الإنشاء. وتلقى دعماً من مجموعة من نحّاتي معلّمهِ السابق أنتون دي موراليس وأنتونيو دي إيرّيرا، وحالت الأواصر الأسرية التي تربطه بالثاني دون الاستمرار في عمله هذا؛ حيث آلت علاقتهما بعد فترةٍ إلى عداوة.
كما واختار المساهمة في عملٍ هامّ مختصّ بتزيين واجهة المذبح متعاوناً في ذلك مع أخيه خينيس، وهو رسام وصائغ الذهب.
إضافةً إلى ذلك، بدأ ألونسو يتخلى عن عمله في المشروع إثرَ عودته إلى خدمة البلاط الملكي بصفة مساعد مهندس بناء عام 1619م.
وعلى أية حال، فإنه في عام 1625م كان ما يزال مشتركاً بالحصول على الهبات الماليّة التي كان يمنحها الملك له ولعدد من النحاتين والمطرزين حاصلاً على حصةٍ كبيرة منها.
ثمّ عُين كمساعد مهندس بناء للمشاريع المتعلقة بالبلاط الملكي عام 1627م، وبعد ثلاث سنوات تمّ ترفيعه إلى رئيس مساعدي مهندسي البناء. وبموجب هذه المَهمّة، وُكّل هو وكريستوفر دي أجيليرا بتصميم المخطط النهائي لبناء مركز كورتي للإصلاح والتأهيل حيث تحول هذا المركز فيما بعد -وإلى الآن- إلى وزارة الخارجية وشؤون المغتربين. وقد عُيّن ألونسو رئيساً لعمّال البناء الذين وُكلوا بأعمال تشييد قصر البوين ريتيرو الجديد، والذي كان يُستخدم كاستراحة وحديقة في ذلك الوقت. شُيد القصر تكريماً لذكرى خوان جوميث دي مورا.
بعد وفاة الرسام والمعماريّ الإيطالي خوان باوتيستا كريشينتزي عام 1635م، تولى ألونسو أعمال هندسة القصر وصومعته دون أن تواجهه أية عوائق.
في عام 1637م، كان سيُوكل ألونسو بأعمال قصر لازارزويلا إثرَ نفي جوميث دي مورا خارج البلاط الملكي عارضاً المشروع مستعيناً بجوميث. وباشر بعمل التوجيه الخاص بالهندسة المعمارية لبرج البارادا مبتدئاً به في العام نفسه إضافةً إلى مراقبة أعمال تشييد الضريح الملكي في متحف الإسكوريال.
وفي عام 1635م قدم تصميما لدير الراهبات المعروف بالدير الكبير دي لويتشيس في مدريد التابع لبلدية أوليباريس الواقعة في إشبيلية. ثمّ تمَّ بناء الدير مع قصره متوليّاً من جديد أعمال البناء، كريستوفر دي آجيليرا. وبقيت الكنيسة على هيئتها بمظهر دير التجسيد والمعروف بالإسبانية بدير الإنكارناثيون الواقع في مدريد.
لم تكن حادثة سقوط حارس الدير لتُنهي مسيرة ألونسو المهنية؛ ففي عام 1648م كان سيُعيَّن رئيساً للعمال على أعمال البناء المتعلقة بالبلاط الملكي مع بقاء الساحة فارغة جراء وفاة جوميث دي مورا.